# الحرب الباردة (1962–1979)

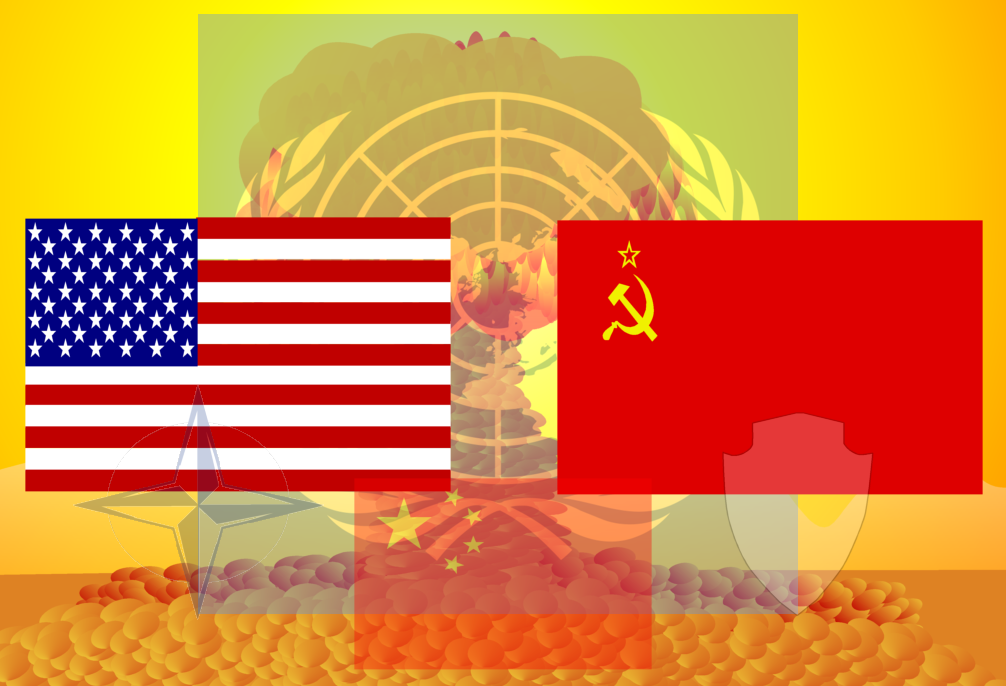
المواجهة بين الولايات المتحدة الأمريكية الرأسمالية والاتحاد السوفياتي الشيوعي.

الحرب الباردة (1962–1979)، هي الفترة التي حدث فيها الانقسام الرهيب بين الولايات المتحدة وحلفائها وبين الاتحاد السوفيتي وأتباعها، بحيث انقسمت الجامعة العربية إلى شطرين، فشطر يتبع المعسكر السوفيتي ويحكمها الرجل الواحد كالجمهورية العربية المتحدة في زمن الرئيس المصري جمال عبد الناصر وحافظ الأسد في سورية، والشطر الآخر يتبع المعسكر الأمريكي كالمملكة العربية السعودية وسلطنة عمان.
تشير الحرب الباردة (1962–1979) إلى أحد أطوار الحرب الباردة التي امتدت من أعقاب أزمة الصواريخ الكوبية في أواخر شهر أكتوبر من عام 1962 ومرورًا بفترة الانفراج الدولي بدءًا من عام 1969 ووصولًا إلى نهاية عهد الانفراج في أواخر سبعينيات القرن العشرين.
حافظت الولايات المتحدة على انخراطها مع الاتحاد السوفيتي إبان هذه الفترة، وذلك على الرغم من الانشغالات الداخلية الناتجة عن اغتيال جون ف. كينيدي وحركة الحقوق المدنية والمعارضة الشعبية لمشاركة الولايات المتحدة في حرب فيتنام.
حاولت تشيكوسلوفاكيا وهي دولة عضو في الكتلة الشرقية إجراء مجموعة من الإصلاحات عرفت باسم ربيع براغ في عام 1968، وهو ما دفع الاتحاد السوفيتي والدول الأخرى الأعضاء في حلف وارسو إلى غزو البلاد وإعادة فرض النموذج السوفيتي. انسحبت الولايات المتحدة من حرب فيتنام بحلول عام 1973. وفي حين استأثر الشيوعيون بالسلطة في بعض دول جنوب شرق آسيا فإن الانقسام الصيني السوفيتي أحدث شرخًا في ما بينهم، ورافق ذلك تقرب الصين للمعسكر الغربي عقب زيارة الرئيس الأمريكي ريتشارد نيكسون إلى الصين. تزايدت في ستينيات وسبعينيات القرن العشرين حدة الانقسام في العالم الثالث بين الحكومات التي دعمها السوفييت من جهة (مثل ليبيا والعراق وسوريا ومصر وجنوب اليمن)، والحكومات التي دعمها حلف الناتو من جهة أخرى (مثل السعودية)، وذلك بالإضافة إلى ظهور معسكر متنامي من دول عدم الانحياز.
بدأ الاقتصاد السوفيتي واقتصادات دول الكتلة الشرقية الأخرى بالدخول في حالة من الركود. وواجه العالم تضخمًا اقتصاديًا عقب أزمة نفط عام 1973.

## تاريخ
- حرب فيتنام: كانت فيتنام مقسمة إلى شطرين، الشطر الشمالي الذي يحكمه الحزب الشيوعي بقيادة هو تشي منه، ويعتمد على أسلوب الحكم الشيوعي في فيتنام الشمالية وعاصمتها هانوي، والشطر الجنوبي يحكمه النظام الليبرالي وعاصمتها سايغون، وكان الاتحاد السوفيتي يُدعم فيتنام الشمالية بالمال والسلاح وقامت الحكومة الفيتنامية لدعم مقاتيلها من الشمال إلى الجنوب، بتأسيس الجيش الشمالي في جنوب فيتنام وسمي بجيش التحرير الفيتنامي ويختصر (Viet Cong)، ورغم قيام الجيش الأمريكي بعمليات مسح ومطاردة عناصر من الفايت كونغ ولكنه عجز عن تطهير فيتنام الجنوبية من الجيش الفيتنامي الشمالي بسبب كثرة العدد، والدعم اللوجستي والتنسيق المباشر بين فيتنام الشمالية والاتحاد السوفيتي، والتي انتهت بسقوط سايغون سنة 1975، وكذلك سقطت كمبوديا على يد الخمير الحمر سنة 1979.
- الصراع العربي الإسرائيلي: كانت الأردن تنتمي للمعسكر الأمريكي إلى جانب السعودية والكويت، بينما العراق وسورية ومصر ينتمون إلى المعسكر السوفيتي، فكان الجيش الإسرائيلي يعتمد على السلاح والآلات أمريكية الصنع، بينما الدول العربية (ماعدا دول الخليج العربي والأردن) تعتمد على السلاح السوفيتي، وكانت نكسة 1967 وحرب أكتوبر 1973، فهي كلعبة الشطرنج يعتمد عليها كل من السوفيت والأمريكان لغرض الحرب من أجل البقاء.
- أزمة الصواريخ الكوبية: من بين الأحداث الشهيرة التي أثرت على العلاقات الأمريكية السوفيتية بسبب انتشار الصواريخ، فالصواريخ الأمريكية بدأت في الأراضي التركية مصوبة نحو الأراضي الروسية، وكانت روسيا ترد على الحكومة الأمريكية بالمثل بوضع الصواريخ في كوبا نحو الولايات المتحدة، واتفق الطرفان بإبعاد الصواريخ من أراضي كلا البلدين كوبا وتركيا.
- كما شهدت في فترة (1962–1979) قطع العلاقات الرسمية بين إسرائيل والاتحاد السوفيتي سنة 1967، بسبب قيام الجيش الإسرائيلي بأسر عدد من الطائرات والدبابات روسية الصنع، والتي أخذت من منطقة سيناء وسورية، وكما تعاطف كل من كوبا وكوريا الشمالية في بداية حرب 1973 مع العرب ضد الجيش الإسرائيلي، وحظر تصدير النفط العربي إلى الولايات المتحدة وحلفائها بسبب دعمهم لإسرائيل، وكما شهدت فترة الحرب الباردة بيع الحكومة الأمريكية طائرات إف-15 إلى السعودية بسبب النفوذ وسيطرة حلفاء روسيا في الشرق الأوسط.

## غزو تشيكوسلوفاكيا عام 1968
عاشت إحدى دول الكتلة الشرقية وهي تشيكوسلوفاكيا فترة من التحرر السياسي خلال عام 1968. أطلِق على هذه الفترة اسم ربيع براغ. كان هذا الحدث نتاج عدة أحداث أخرى ومن جملتها الإصلاحات الاقتصادية التي هدفت إلى معالجة الانكماش الاقتصادي الذي أصاب البلاد في مطلع ستينيات القرن العشرين. أطلق الزعيم التشيكوسلوفاكي ألكسندر دوبتشيك في شهر أبريل «برنامج عمل» رمى من خلاله إلى إقرار مجموعة من الحريات التي شملت زيادة حرية الصحافة وحرية التعبير وحرية الحركة، إلى جانب التركيز على السلع الاستهلاكية وفتح المجال أمام إمكانية تشكيل حكومة متعددة الأحزاب والحد من صلاحيات الشرطة السرية. تفاوتت ردود الفعل الأولية ضمن الكتلة الشرقية؛ إذ أعرب الزعيم المجري يانوش كادار عن دعمه للإصلاحات، في حين عبر الزعيم السوفيتي ليونيد بريجنيف وآخرون عن قلقهم المتزايد حيال إصلاحات دوبتشيك التي خشيوا من إضعافها لموقف الكتلة الشرقية إبان الحرب الباردة. اجتمع ممثلون عن الاتحاد السوفيتي وألمانيا الشرقية وبولندا والمجر وبلغاريا وتشيكوسلوفاكيا في مدينة براتيسلافا، ووقعوا على إعلان براتيسلافا في يوم 3 أغسطس. أكد الممثلون في الإعلان على إخلاصهم غير المتزحزح للقضية الماركسية اللينينية والأممية البروليتارية، وأعلنوا عن كفاحهم الراسخ ضد الأيديولوجية «البرجوازية» وجميع القوى «المناوئة للاشتراكية».
بادرت جيوش أربع دول أعضاء في حلف وارسو (الاتحاد السوفيتي وبلغاريا وبولندا والمجر) إلى اجتياح تشيكوسلوفاكيا في ليلة 20-21 أغسطس عام 1968. جاء هذا الغزو تماشيًا مع مبدأ بريجنيف وهي سياسة ألزمت دول الكتلة الشرقية بتطويع مصالحها الوطنية مع مصالح الكتلة ككل، فضلًا عن ممارسة السوفييت حق التدخل في حال أظهرت إحدى دول الكتلة الشرقية ميلًا نحو الرأسمالية. أتبع الغزو موجة من الهجرة شملت في البداية فرار ما يقرب من 70 ألف تشيكي من البلاد، وبلغت المحصلة الإجمالية 300 ألفًا في نهاية المطاف. حل غوستاف هوساك محل دوبتشيك في منصب السكرتير الأول في شهر أبريل عام 1969، وهو ما استهل فترة من «التطبيع». تراجع هوساك عن إصلاحات دوبتشيك وطهر الحزب من أعضائه الليبراليين وأعفى المعارضين من المناصب الحكومية التي شغلوها واسترجع صلاحيات السلطات الأمنية وسعى لإعادة تركيز الاقتصاد واسترجاع الحظر المفروض على التعليق السياسي في وسائل الإعلام الرئيسية، وتحديدًا ذلك الصادر عن أولئك ممن لا يعتبرون جديرين بالثقة السياسية. تضررت صورة الاتحاد السوفيتي على الصعيد الدولي إلى حدٍ كبير ولا سيما بين الحركات الطلابية الغربية المستوحاة من حركة «اليسار الجديد» وحركة دول عدم الانحياز. فمثلًا أدانت جمهورية الصين الشعبية تحت حكم ماو تسي تونغ كلًا من السوفييت والأمريكيين بوصفهم إمبرياليين.

## مبدأ نيكسون
أصبح من الواضح بحلول السنوات الأخيرة من عهد نيكسون أن العالم الثالث ظل يشكل المصدر الأكثر تقلقلًا وخطورةً على الاستقرار الدولي. تمحورت سياسة نيكسون وكيسنجر تجاه العالم الثالث حول السعي للحفاظ على استقرار الأوضاع القائمة فيه دون إقحام الولايات المتحدة في النزاعات المحلية بشدة. طرح الرئيس نيكسون في معرض تجاوبه مع ذروة الحرب في فيتنام مجموعةً من البنود تحت ما غدا يعرف باسم «مبدأ نيكسون» في عام 1969 وعام 1970. تعين على الولايات المتحدة بموجب مبدأ نيكسون المشاركة في تطوير الحلفاء والأصدقاء وفي الدفاع عنهم، ولكنها تركت «المسؤولية الأساسية» وهي مستقبل هؤلاء «الأصدقاء» بيد هذه الدول نفسها. كان مبدأ نيكسون مؤشرًا على امتعاض حكومة الولايات المتحدة المتنامي من الأمم المتحدة، والتي استطاعت الدول المتخلفة فيها حصد النفوذ نتيجة عددها الغفير، ولذلك زادت الولايات المتحدة من دعمها للأنظمة الاستبدادية التي حاولت الصمود في وجه التحديات الشعبية التي واجهتها على الصعيد الداخلي.
أنفقت وكالة المخابرات المركزية على سبيل المثال أموالًا طائلة في تشيلي خلال سبعينيات القرن العشرين من أجل مساعدة الحكومة القائمة على التصدي للتحدي الماركسي الذي واجهته. باشرت الولايات المتحدة عقب وصول المرشح الرئاسي الماركسي سلفادور أليندي إلى سدة الحكم بعد فوزه بانتخابات حرة بضخ المزيد من الأموال إلى قوى المعارضة بغية مساعدتها على «زعزعة استقرار» الحكومة الجديدة. استولى مجلس عسكري مدعوم أمريكيًا على الحكم من أليندي في عام 1973. لاقى نظام الجنرال أوغستو بينوشيه القمعي الجديد ترحيبًا حارًا ودعمًا عسكريًا واقتصاديًا متزايدًا من جانب الولايات المتحدة التي رأت فيه حليفًا مناهضًا للشيوعية. استُرجعت الديمقراطية إلى تشيلي أخيرًا في عام 1989.

## الانقسام الصيني السوفيتي
شكلت القفزة العظيمة للأمام وغيرها من سياسات جمهورية الصين الشعبية المعتمدة على الزراعة بدلًا من الصناعات الثقيلة تحديًا للنموذج الاشتراكي السوفيتي ودلائل نفوذ الاتحاد السوفيتي على الدول الاشتراكية. أدان المؤسس الثوري للصين الشعبية ماو تسي تونغ الاتحاد السوفيتي لانتهاجه «التحريفية»، وذلك على خلفية مواصلة السوفييت حملتهم الرامية لاجتثاث الستالينية على قدمٍ وساق. تزايد أيضًا استياء الصينيين من احتلالهم المرتبة الثانية في العالم الشيوعي بصورةٍ مستمرة. أخذت بوادر الانقسام العلني تدب بين القوتين خلال ستينيات القرن العشرين. وأدى هذا التوتر إلى اندلاع سلسلة من المناوشات الحدودية على طول الحدود الصينية السوفيتية.
كان للانقسام الصيني السوفيتي تبعات مهمة في جنوب شرقي آسيا. إذ آثر الشيوعيون الفيتناميون التحالف مع الاتحاد السوفيتي ضد الصين، وذلك على الرغم من حصولهم على مساعدة كبيرة من الصينيين خلال حروبهم المديدة. استولى الخمير الحمر على السلطة في كمبوديا في عام 1975، وأصبحوا من أكثر الأنظمة وحشيةً في تاريخ العالم. اتسمت العلاقات بين دولة فيتنام الموحدة حديثًا ونظام الخمير الحمر بالتردي منذ البداية، وذلك نظرًا لإقدام الخمير الحمر على ذبح أبناء الإثنية الفيتنامية في كمبوديا وشن حملات إغارة على التراب الفيتنامي. آثر نظام الخمير الحمر التحالف مع الصين، ولكن هذا لم يردع الفيتناميين عن غزو كمبوديا وإسقاط نظامهم في عام 1979. وفي حين وقف الصينيون عاجزين عن نجدة حلفائهم الكمبوديين فإنهم ردوا على الفيتناميين من خلال اجتياح شمال فيتنام في حملةٍ عسكريةٍ عقابية شنوها في وقتٍ لاحق من ذاك العام. توقف الاقتتال إثر إعلان الصين عن استكمال العملية وانسحابها من فيتنام بعد بضعة أشهر من القتال المحتدم والخسائر التي تكبدها الطرفان.
لعبت الولايات المتحدة دورًا ضئيلًا في هذه الأحداث نظرًا لإعراض الأمريكيين عن الانخراط في المنطقة بعد الهزيمة الفادحة التي منيوا بها في فيتنام. لعب التفكك بالغ الوضوح للكتلة الشيوعية دورًا هامًا في التخفيف من حدة التوترات الصينية الأمريكية وإحراز تقدم نحو تحقيق انفراج دولي بين الشرق والغرب.